# 美髯蟹属
美髯蟹属（学名：Barbamon）是溪蟹科的一属。

## 下属物种
本属包括以下物种：
- 周氏美髯蟹 Barbamon zhoui Shi, Pan & HY Sun, 2022